# Английское пиво

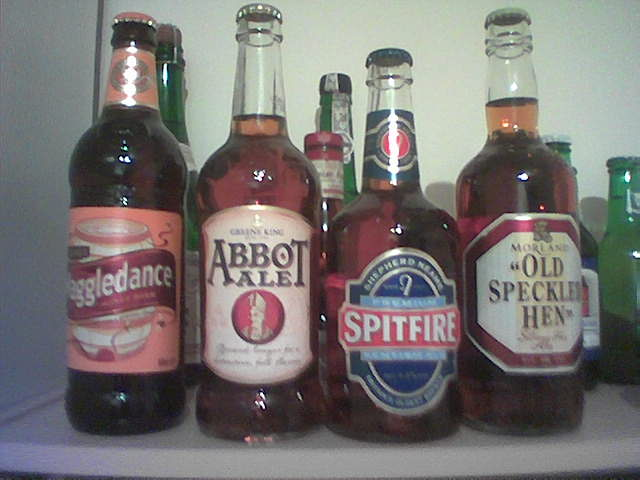
Английское пиво

Англи́йское пи́во — традиции пивоварения в Великобритании отличны от традиций большинства других стран, производящих пиво.
Англия — одна из немногих стран (в их число входит еще Ирландия), в которой преобладает эль (пиво, производимое быстрым верховым брожением при высокой температуре), а не лагер. 
Кроме того, англичане предпочитают бутылочному пиву бочковое пиво, при этом окончательное дозревание пива происходит в погребе паба, а не на пивоварне. Кроме этого, отличительной особенностью эля является низкое содержание углекислого газа.
Вследствие этого эль пьётся гораздо легче, чем лагер. Единственный недостаток — первое впечатление. Человек, всю жизнь пивший лагер, попробовав эль, может прийти к разочарованию, так как отсутствие газа вызывает ощущение выдохшегося пива.

## История

### Римский период
Во времена античности пивоварение на территории Великобритании было тесно связано с приходом на эти земли римлян в 54 году до нашей эры. В 1980-х археологи нашли доказательства того, что солдаты Римской империи в Британии пили кельтский эль: при раскопках римского форта Виндоланда археологи обнаружили таблички, на которых были указаны счета за пиво, покупавшееся в местных пивоварнях. В этих же счетах была найдена информация о закупках солода для одного из римских гарнизонов. А на одной из дощечек сохранилось имя пивовара — Атректуса. На сегодняшний день он считается первым известным пивоваром британской истории.

### Средние века
В Средневековье пиво было одним из самых популярных напитков. Его пили ежедневно, особенно на севере и на востоке Европы, потому как виноградную лозу возделывать там было очень тяжело.
Поначалу пиво подавалось в тех же местах, где и варилось (обычно это были таверны и гостиницы). С течением времени пивоварение становилось всё более популярным, и люди, в него вовлеченные, стали организовываться в гильдии. Так, в 1342 году появилась Лондонская Гильдия Пивоваров, а в 1598 — Общество Эдинбургских Пивоваров. С этих времён начинается постепенная профессионализация отрасли: таверны и гостиницы перестают варить пиво самостоятельно, чаще предпочитая закупать его у первых массовых производителей.

### 1700—1899: Промышленность и империя

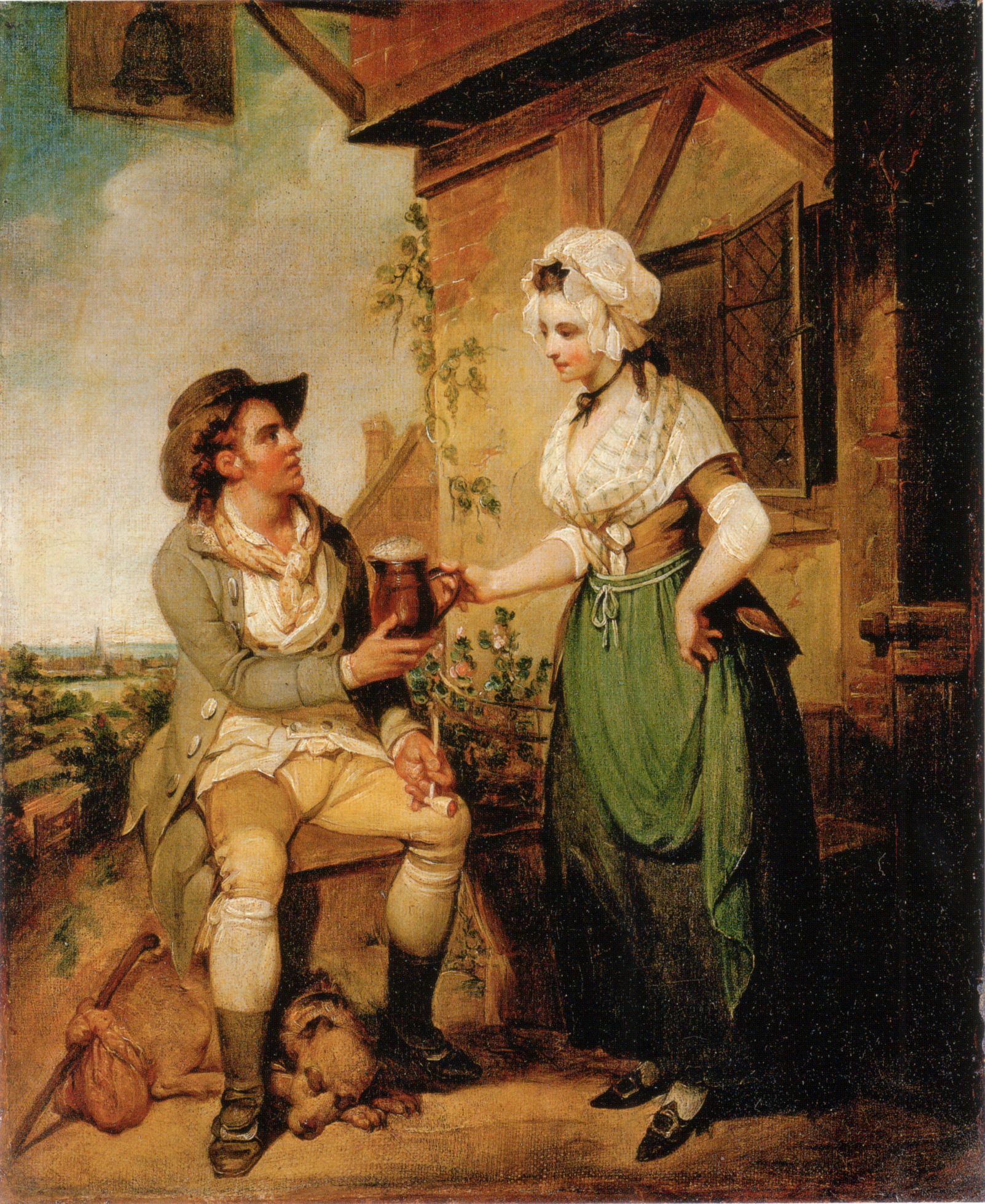
The Ale-House Door (живопись 1790 г. Генри Синглтон)

В этот период в Великобритании появляется сразу несколько сортов пива, которые станут впоследствии известны всему миру. В первую очередь, речь идет о портере, выделившемся из класса портеров стауте и индийском светлом эле. Именно в этот период впервые начинается действительно массовое производство пива: быстро достигают успеха такие заводы как Whitbread, Thrale и Truman. На волне этого успеха государство решило стимулировать частное пивоварение, приняв в 1830 году «Акт о пивной»: согласно этому акту, каждый мог варить и продавать пиво, как в общественном заведении (таверне, трактире), так и в своем собственном, уплатив пошлину в 2 фунта за производство элей и 1 фунт — за производство сидра. Этот акт отменял необходимость получать лицензию у мировых судей, как это требовалось ранее.

### Наше время
На сегодняшний день пиво в Великобритании остаётся одним из самых популярных напитков. Современное положение пивоварения в Великобритании характеризуется глобальным разделением всей отрасли на крупные пивоваренные концерны, зачастую принадлежащие транснациональным корпорациям, и маленькие частные пивоварни.

## Британские стили пива и особенности пивоварения
Традиционные типы английского пива:
- Биттер (Bitter)
  - Лайт Эль (Light Ale)
  - Милд Эль (Mild Ale, Мягкий эль)
  - Индийский Пэйл Эль (India pale ale, IPA)
- Ячменное вино (Barley wine)
- Стаут (Stout)
- Портер (Porter)
- Коричневый эль (Brown ale)
- Старый эль (Old ale)

### Биттер

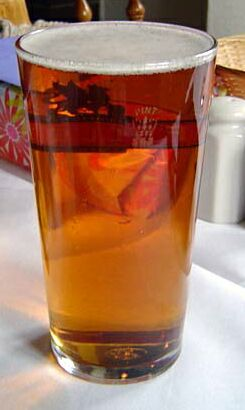
Стакан биттера

Биттер (Bitter) или горький эль ─ один из сортов национального английского пива, который упоминается во многих классических произведениях британских авторов. Несмотря на «горький» перевод слова bitter, пиво горчит очень умеренно, мягко. Этим названием горький эль обязан своей славной истории. Много веков назад английские пивовары в процессе приготовления биттера стали добавлять в его состав хмель, обладавший характерной горчинкой. Освежающий вкус и насыщенная палитра цветов, от золота до тёмной меди, отличают горький эль и сегодня. Крепость этого пива не высока и находится в пределах 4-5 %..

### Пэйл-эль
Маленький английский город Бертон, что на реке Трент, славен, помимо прочего, и своими пивоваренными традициями. Именно там в начале восемнадцатого века, был впервые сварен эль, основой которого стали светлый солод и местная вода, богатая полезными минеральными веществами. Новый сорт пива так полюбился бертонцам и жителям близлежащих городов, что слава о нем постепенно разнеслась по всей Англии, а другие пивовары начали копировать его рецепт. Чтобы отличать этот эль от тёмных сортов, таких как стаут и портер, было придумано определение pale, то есть бледный. Цвет пэйл эля может быть как бледно-медовым так и золотистым, а его вкус, сотканный из оттенков солода и хмелевой горечи, отличается яркостью и свежестью.

### Индийский светлый эль
Индийский светлый эль (IPA, India Pale Ale) ─ сорт эля, который обязан своим появлением на свет трем составляющим: тоске по Родине, британским солдатам и изобретательности английского мастера пивоваренного дела Джорджа Ходжсона. В конце восемнадцатого века в колонизированной Индии проживало столько англичан, что поставки пива из родной Англии казались делом вполне естественным. Вот только оно не выдерживало столь длительных морских путешествий и попадало в солдатские и офицерские кружки в не самом лучшем виде. Тогда пивовар Джордж Ходжсон решил добавить в эль больше хмеля. Эксперимент удался, и более крепкое хмельное пиво прекрасно перенесло долгий переезд из Англии в Индию. Из-за этого пиво и получило соответствующее название ─ India Pale Ale (Индийский бледный эль). Это пиво значительно крепче своих собратьев, а роднит его с ними освежающий вкус, солодовые нотки и диапазон цветов: от золотого до тёмно-медного. Сегодня центрами производства IPA считаются Бертон и Лондон.

### Портер
Портер появился как заменитель классического эля в начале XVIII века. Лондонский пивовар Ральф Харвуд использовал при производстве портера тёмный солод и жженый сахар, после добавления которого новый сорт пива должен был дображивать еще в течение двух месяцев. Получившееся пиво обладало высокой плотностью и насыщенным хмельным вкусом с оттенками сладости и горечи. Его крепость, в зависимости от сорта, составляла от 4,5 до 10 %. Новое пиво сразу полюбилось англичанам, но его особенными ценителями стали лондонские носильщики, благодаря которым оно и обрело своё название ─ Porter’s Ale.

### Стаут
Своим возникновением стаут обязан портеру, так как является его разновидностью. Это тёмное пиво с характерным горьковатым вкусом появилось в Ирландии. Большая степень прожарки солода, более яркий жженый привкус и тёмный цвет ─ именно эти компоненты отличают стаут от своего предшественника. Сортов стаута существует великое множество: от сухого и шоколадного, до овсяного и кофейного.

### Коричневый эль
Коричневый эль (Brown ale) ─ традиционное британское пиво, которое является, по одной из версий, ранней вариацией на тему портеров. Первоначально коричневый эль представлял собой плотное сладкое тёмно-коричневое пиво с низким содержанием алкоголя. Позже коричневые эли эволюционировали, став суше, крепче и насыщенней, с большим добавлением хмеля.
На сегодняшний день британский эль — это пиво медного, светло- и тёмно-коричневого или красновато-коричневого цвета, отличающееся насыщенной солодовой составляющей и широким диапазоном вкусов: ореховый, шоколадный, винный, карамельный и другие.

### Лагер
Лагером в Великобритании обычно называют все пиво низового брожения. Несмотря на то, что традиционным британским пивом является эль, более половины рынка страны на сегодняшний день составляет лагерное пиво. Популярность в Великобритании лагеры начали завоевывать в последней трети XX века. Последние 30 лет лидером английского рынка пива и ярким представителем лагеров является пиво Carling, имеющее англо-канадские корни. Показатели продаж этого пива, которое варят в основном в Бёртоне-апон-Тренте, не один год подряд превосходят продажи конкурентов. Пиво Carling длительное время было и остается постоянным спонсором английской футбольной премьер-лиги и Кубка футбольной лиги. Вторую позицию среди самых популярных британских лагеров занимает Foster's Lager пивоварни Scottish & Newcastle.

## Британское пиво в России
В Россию импортируется большое количество разных марок британского пива, принадлежащих к разным пивным стилям.

## Список сортов английского пива
В списке сорта английского пива отсортированы по названиям пивоварен или по торговым маркам, под которым это пиво выпускается.
- Charles Wells
  - Wells Bombardier English Premium Bitter
  - Wells Eagle IPA
  - Red Stripe Jamaica Lager Beer
- Molson Coors Brewing Company
  - Blue Moon
  - Caffrey’s
  - Carling
  - Carling Zest Summer
  - Carling Zest Winter
  - Chalky’s Bark
  - Chalky’s Bite
  - Cobra
  - Cobra Zero
  - King Cobra
  - Sharp’s
- Morland
  - Old Speckled Hen
- Ruddles
  - Ruddles County
- Young’s
  - Ale
  - Champion
  - Christmas Pudding Ale
  - Double Chocolate Stout
  - Extra Light
  - Golden Zest
  - Kew Brew
  - Light Ale
  - Oatmeal Stout
  - Old Nick
  - Ram Rod
  - Special
  - St.George’s Ale
  - Hui Ale
  - Waggle Dance
  - Winter Warmer